# Галдор Легрейд
Галдор Легрейд (норв. Haldor Lægreid; нар. 30 березня 1970) — норвезький музичний виконавець. Його найбільше визнають виконавцем балади «On My Own», яка лунала від Норвегії на Євробаченні 2001 року в Копенгагені, Данія. Галдор фінішував останнім, одержавши лише три очки від Португалії.   Пісня «On My Own» досягла п’ятого місця в рейтингу Norway Singles Chart. 